# ウンガ
ウンガ（英語: Unga、アレウト語: Uĝnaasaqax̂）は、アメリカ合衆国アラスカ州アリューシャンズイースト郡、ウンガ島にかつて存在した村。現在はゴーストタウンになっている。ウンガ島は、アリューシャンズイースト郡の郡庁所在地であるサンドポイントの西約2マイル（約3.2km）に所在し、島の全長は15マイル（24km）である。ウンガの所在した箇所の標高は59フィート（18m）であった。

## 歴史
ウンガの集落は、1833年にアレウト族の人々が移住してきて設立された。設立当初は、シェリコフ＝ゴリコフ・カンパニーのエフストラティー・イヴァノヴィッチ・デラロフからデラロフ（Delarov）と名付けられ、人口は116人であった。1836年のフョードル・リトケによる記録では、この村はオウグナゴク（Ougnagok）と記録された。

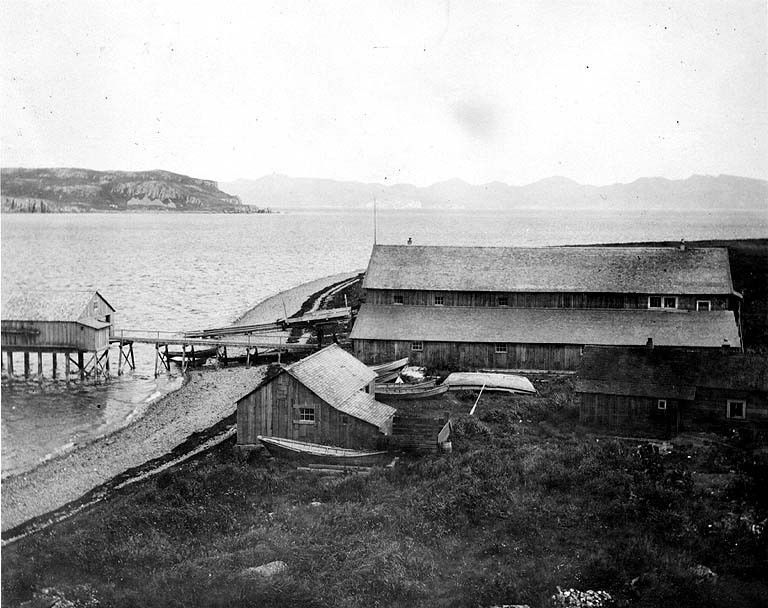
ウンガ島のスクー・ハーバーに建設されたアラスカ・コッドフィッシュ社の漁業基地（1913年8月）

1890年、アポロ・マイニング社（英語: Apollo Mining Co.）が設立された。1894年にこの名前は、ウンガ（英語: Unga）に変更された。郵便局もあったものの、1958年に閉鎖された。1969年に、ウンガに最後まで残っていた家族が、遂に移住し、ウンガは無住の地となった。ウンガを離れたほとんどの人々は、郡庁所在地のサンドポイントに移住している。

## 人口統計
ウンガが、アメリカ合衆国国勢調査に初めて記載されたは1880年の国勢調査であり、非法人村のOungaと記載された。この時は、185人の人口があり、内101人がアレウト族の人々、69人がアレウト族とロシア人との混血の人々、15人が白人の人々であった。この集落の首長は、ウンガ・ウィザード（英語: Unga Wizard）として知られていた。1890年の国勢調査では、現在でも使用されるスペリングであるUngaに戻っており、オークランド漁区（英語: Oakland fishing station）、アポロ鉱山とスクー・ハーバー鉱山を含んだものであった。159人の人口があり109人が混血の人々、48人が白人の人々、そして2名のアジア系民族の人々がいた。奇妙なことに10年前の国勢調査で居たはずの純粋なアレウト族の人々やその他の先住民族の人々はいなかった。その後、1960年まで10年ごとの国勢調査で人口が記録されたが、1970年の国勢調査では、ウンガの集落から回答が返ってくることはなかった。1980年の国勢調査では、アラスカン・ネイティヴ・ヴィレッジ・スタティスティカル・エリア（英語: Alaskan Native Village Statistical Area、ANVSA、アラスカ先住民村統計地域）として再編され調査されたが、居住している人々はいなかった。その後の国勢調査では、記録されることなく現在に至っている。